# 원실젖거미하목
원실젖거미하목(Mygalomorphae)은 거미를 분류하는 하목 분류군 가운데 하나이다.

## 하위 분류
- 땅거미상과 (Atypoidea)
- 새잡이거미상과 (Avicularioidea)